# Louis de Guise-Joyeuse
Pour les articles homonymes, voir Louis de Lorraine.
Louis de Guise-Joyeuse, né le 11 janvier 1622, mort à Paris le 27 septembre 1654, fut duc de Joyeuse, prince de Joinville et pair de France de 1647 à 1654. Il est fils de Charles Ier de Lorraine, quatrième duc de Guise, et d'Henriette Catherine de Joyeuse.

## Biographie
Il reçoit la charge de Grand-Chambellan de France en 1644. En 1653, il est fait colonel général de la cavalerie légère, en 1654 lieutenant général des Armées du Roi. Sa mère lui donne Joyeuse en 1647, puis Joinville en 1654, peu avant sa mort. Elle lui survit jusqu'en 1656.
Il est présent à une bataille à Gravelines et au siège d'Arras au cours duquel il est mortellement blessé le 22 août 1654. Il meurt un mois plus tard et est inhumé dans la collégiale Saint-Laurent-de-Joinville, à Joinville.

### Mariage et descendance
Il épouse à Toulon le 3 novembre 1649 Marie-Françoise d'Angoulême (° 1631 † 1696), duchesse d'Angoulême, fille de Louis-Emmanuel d'Angoulême, duc d'Angoulême, pair de France, et d'Henriette de la Guiche. Son grand-père paternel, Charles d'Angoulême (1573-1650), est un fils naturel du Roi Charles IX.  
Louis et Françoise ont deux enfants : 
- Louis Joseph de Lorraine, duc de Guise et de Joyeuse, prince de Joinville (° 1650 † 1671) ;
- Catherine Henriette de Lorraine (° 1651 † 1656)[3].

### Sources
- Georges Poull, La Maison ducale de Lorraine, Nancy, Presses universitaires de Nancy, 1991, 575 p. [détail de l’édition] (ISBN 2-86480-517-0) p. 430.

### Pages connexes
- Maison de Lorraine
- Maison de Guise
- Liste des ducs de Joyeuse
- Liste des seigneurs puis princes de Joinville
- Régiment Colonel-Général cavalerie